# Kempynus latiusculus
Kempynus latiusculus is een insect uit de familie watergaasvliegen (Osmylidae), die tot de orde netvleugeligen (Neuroptera) behoort. 
Kempynus latiusculus is voor het eerst wetenschappelijk beschreven door McLachlan in 1894. De soort komt voor in Nieuw-Zeeland.